# بخش بورگس
بخش بورگس (به فرانسوی: Arrondissement de Bourges) یک بخش در فرانسه است که در شر واقع شده‌است.